# Nick Ekelund-Arenander
Nick Ekelund-Arenander (født 23. januar 1989 på Södermalm, Stockholm, Sverige) er en dansk atlet som er medlem af Sparta Atletik. 
Ekelund-Arenander havde længe været en hurtig fodboldspiller inden han 2008 blev overtalt til at prøve hurtigheden af på atletikbanen i Ballerup Atletik Klub. Han begyndte at løbe som 19-årig og kom under 50 sekunder (49,88) på 400 meter i hans kun andet 400 meter løb nogensinde. I sin første sæson nåede han ned på 49,04, hvilket gav ham både en juniorlandsholdsplads og en sølvmedalje vid junior-NM på 4 x 100 meter, hvor Kasper Olsen, Mike Kalisz, Rasmus Olsen og Nick Ekelund-Arenander løb 42,95. Han opnåede 2008 en 5. plads ved senior-DM på 400 meter og vandt junior-DM på 200 meter (22,58), 400 meter (49,04), 4 x 100 meter (46,17) og fik sølv på 1000m stafet (2.09,46) og bronze på 100 meter (11,43).
Til sæsonen 2009 byttede han klub til Københavns IF og indledte med at forbedrede sig til 22,06 på 200 meter og 48,72 på 400 meter. Han kappede i Västerås, mens al opmærksomheden var på EM i Barcelona, over et halvt sekund af sin personlige rekord med tiden 47,98, men ugen efter deltog han ikke i DM. Ved U23-NM 2010 i Söderhamn vandt han på den personlige rekord tid 47,76. 
Ekelund-Arenander løb i februar 2011 i Göteborg på 47,77, hvilket er 0,08 under B-kravet til EM-inde. Ved EM blev det til en 23. plads med tiden 48,55.
Ekelund-Arenander var sammen med Jacob Fabricius Riis, Andreas Bube og Nicklas Hyde 2. juli 2011 i Uden i Holland med til at sætte dansk rekord på 4 x 400 meter med tiden 3,07,08. Tre dage efter i Stockholm forbedrede han sin bedste tid på favoritdistancen med 0,04 sek. til 47,21 og ved Världsungdomsspelen i Göteborg til 46,91. Ved U23-EM i Ostrava var han med tiden 46,86, tre hundreddele fra en finaleplads.
Ekelund-Arenander startede idendørs 2012 med 47,33 på 400 meter i Örebro. Med tiden, en PR-forbedring på 0,44 sekunder, rykkede han op som nummer to på alle tiders liste foran Christian Birk, der to år tidligere mistede sin danske rekord (47,38), da Jacob Fabricius Riis pressede rekorden ned på 47,04. Tiden blev en måned efter tangered i Globen i Stockholm ved XL-Galan.
I det indledende heat på 200 meter ved DM-inde 2012 satte Ekelund-Arenander personligrekord med tiden 21,81. I finalen vandt Ekelund-Arenander guldet foran de tre spartanere, vindertiden 21,65 var en forbedring af den nysatte PR.
Dagen efter vandt han også 400 meter, da han aflivede Jacob Jacob Fabricius Riis to år gamle danske rekord med tiden 47,01, en forbedring på 0,03 sekund. Han missede dog kravet til VM-inde i Istanbul med 0,09 sekunder. 
Ekelund-Arenander vandt ved Hyundai Grand Prix 2012 i Oslo 400 meteren i 46,24. Tiden varden næsthurtigste danske nogensinde kun overgået af Jens Smedegaards danske rekord. Med tiden var Ekelund-Arenander også klart under kravet til EM 2012, men nåede ikke OL-kravet på 45,90.
Ekelund-Arenander nåede EM-semifinalerne og var da oppe mod stærke modstandere i den første af tre semifinaler, det blev en sluttid på 46,57 og en femteplads i heatet i det som var hans første internationale semifinale og en samlet 14. plads.
I Växjö formåede Ekelund-Arenander 19. januar 2013 at forbedre sin egen danske inderekord til 46,96. Han blev 7. februar svensk mester med ny dansk rekord 46,85 sek, en forbedring på 0,11 af den gamle rekord. Ved inde-EM i Göteborg var han i semifinale. 
Nick Ekelund-Arenander satte på Østerbro Stadion 20. juni dansk rekord på 300 meter med 33,07. Tiden var en forbedring på 12 hundrededele af rekorden som Nicklas Hyde satte 2008. 
Som den anden dansker nogensinde klemte Ekelund-Arenander sig ved EM for hold i Kaunas i Litauen under de 46 sekunder på 400 meter, da han vandt med 45,93, kun fire hundrededele fra den danske rekord. 
Han slog 6. juli ved Memorial Leon Buyle i Oordegem i Belgien, den 33 år gamle danske 400 meter rekord sat ved OL i Moskva 1980, hvor Jens Smedegaard løb 45,89 i kvartfinalen. Som en ekstra bonus er Nick Ekelund-Arenander også VM-klar, hvor kravet lød på 45,60.
Ved IAAF World Challenge i Madrid ugen efter skar Han yderligere 0,09 sekund af sin rekord.
Ekelund-Arenander trænes af Christian Trajkovski. Han har dansk mor og svensk far, så han er både dansk og svensk statsborger og løber derfor for Malmö Allmänna Idrottsförening i de svenske stævner. Han flyttede til Ballerup med sin mor, da han var fire år gammel og tog studentereksamen fra Borupgaard Gymnasium i Ballerup og studerer nu idrætsvidenskab på Malmö högskola.

## Internationale mesterskab
- 2013 EM-inde 10. plads 47,34.
- 2012 EM 14. plads 46,57.
- 2011 U23-EM 9. plads 46,86.
- 2011 EM-inde 23. plads 48,55.
- 2010 NM U23 400 meter  Guld 47,76

## Danske mesterskaber
- Guld 2013 200 meter
- Guld 2013 400 meter
- Sølv 2013 4 x 100 meter
- Guld 2013 4 x 400 meter
- Guld 2013 200 meter-inde
- Guld 2013 400 meter-inde
- Guld 2012 400 meter 47,41
- Guld 2012 200 meter 21,38
- Guld 2012 4 x 400 meter 3,21,12
- Guld 2012 400 meter-inde 47,01
- Guld 2012 200 meter-inde 21,65
- Sølv 2012 4 x 200 meter inde
- Guld 2011 400 meter-inde 48,73
- Guld 2011 4 x 200 meter inde 1,29,85

## Svenske mesterskaber
- Sølv 2013 4 x 100 meter 40,50
- Guld 2013 400 meter-inde 46,85
- Guld 2013 200 meter-inde 1,28,19
- Guld 2013 400 meter 46,35
- Guld 2013 4 x 100 meter mix

## Personlige rekorder
- 100 meter: 10,73 (-0,7) 8. juni 2013 Helsingør Atletikstadion
- 200 meter: 20,98 (+0,6) 28. juli 2013 Skovdalen Atletikstadion, Aalborg
- 300 meter: 33,07 22. juni 2013 Østerbro Stadion, København
- 400 meter: 45,50 13. juli 2013 Madrid, Spanien
- 800 meter: 1.57,30 20. august 2011 Bagsværd Stadion
- 400 meter hæk: 56,91 25. juli 2009 Uddevalla, Sverige

- 60 meter -inde 7,28 8. januar 2011 Marselisborghallen i Aarhus
- 200 meter -inde: 21,42 19. januar 2014 Växjö, Sverige
- 400 meter -inde: 46,31 6. februar 2014 Globen, Sverige
- 800 meter -inde: 1.55,52 27. januar 2013 Atleticum Malmø, Sverige